# 北京語
北京語（ペキンご、中: 北京话、英: Beijing dialect, Pekingese）は、中国の北京で話される中国語の方言。中華民国では北平語などと呼ばれることもある。北方方言に属する。
普通話、国語、華語などと呼ばれる現代標準中国語は北京の発音を基本としており、これを俗に北京語と呼ぶ場合もあるが、方言としての北京語とは特に全て同じというわけではない。これは普通話は文言（漢文）の語彙語法を取り込んだ教養ある知識人の北京語（北京官話）を基準にしており、北京の街角で話される日常語と相違点を有するためである。
北京語は北京市の市街地で話されるものを指し、北京市郊外のものを含まない。北方方言の下位方言である華北方言北京官話に属する。中国では俗に北京語あるいは北京語なまりの普通話のことを「京片子（拼音: Jīng piànzi）」と呼んでいる。

## 歴史
北京は、春秋戦国時代には小国燕の首都薊（けい）であった。秦・漢時代に北平（ほくへい）と呼ばれるようになり、隋代には大運河の起点となるなど、要所となった。五代十国時代に、内モンゴルから南下してきた遼帝国は燕雲十六州の割譲を受け、副都の一つ南京とした。金が遼を滅ぼすと、ここに遷都して中都とした。元も金を滅ぼして大都と改称して、都とした。明が元を追い出した後、都はいったん南京に移され、北平の名に戻されたが、靖難の変に勝利した燕王の朱棣（後の永楽帝）によって都が戻され、北京が復活した。中華民国初期の北洋政府も北京を首都としたが、蔣介石の中国国民党政権は、南京を首都として、北京を北平と改称した。中華人民共和国が建国されると再び北京を首都とし、今に至っている。このように、北京は金以来の首都として、全国から人が集まる場所であったが、北方民族の支配を長く受けたために、文法や語彙に北方諸語の影響が見られる。一方、全国から官吏を集めるための科挙制度も、都北京の言葉によって行われていたため、全国の為政者や知識人に影響を与える言葉となっていた。
このため、北京語は民国期に公用語として創られた国語の基となっており、その国語を基に中華人民共和国の標準語である普通話が創られた。ただし語彙語法に文言の要素が少なからず加えられている。現在の台湾地区で使用されている国語は普通話と基本的に同一言語であるが、両国の言語政策・文化的差異によって語彙などに差異が見られ、発音にも多少の違いがある。華人社会では華語とも呼ばれる。

## 音韻

### 韻母
- 児化：北京語は他の中国語方言に比べ母音をそり舌で調音するr化音が多用される。例えば、普通話で「今日」を意味する「今天  ( jīntiān)」は、「今儿  (jīnr) 」と発音される。
- 音節末の歯茎鼻音 [n] の代わりに鼻母音 [ɨ̃] が使われる。

### 声調
- 発音の簡略化（声調が四声しかない・入声の消滅）

## 語彙
- 独特な語彙（馬上 「すぐに」、去 「行く」、喫 「食べる」、站 「駅」 など）。 これらの要素の一部は、中国北方民族諸語（アルタイ諸語）[要出典]の影響と考えられる。
- 漢字に当てはめられないスラングなどもあり、現代においてはアルファベットで表記されるのが普通である。